# Diplôme d'études en langue française
El Diplôme d'études en langue française, o DELF és un certificat de competència lingüística en francès per als parlants no nadius del francès, administrat pel Centre international d'études pédagogiques en nom del Ministeri d'Educació. Es compon de quatre diplomes independents, que corresponen als quatre primers nivells del Marc europeu comú de referència per a les llengües. Les unitats C1 i C2 s'aconsegueixen per mitjà dels diplomes DALF. No és obligatori haver aprovat les unitats anteriors per passar una unitat superior. Des de febrer del 2007, el DELF és considerat com a diploma nacional pel decret del Ministeri d'Educació Nacional de França. Això vol dir que els alumnes menors escolaritzats a França no n'han de pagar la taxa d'inscripció. A la resta del món, el preu de la inscripció varia segons el PIB per capita del país en qüestió. Hi ha molts centres d'examen on es pot passar el DELF: normalment es tracta d'una seu de l'Alliance Française. A Catalunya, hi ha una seu de l'Alliance Française a les següents ciutats: Girona, Granollers, Lleida i Terrassa.